# Jorge Cruz Teista
Jorge Cruz Teista (* 1950 oder 1951 in oder bei Orizaba, Veracruz), auch bekannt unter dem Spitznamen „El Gato“ (spanisch für Die Katze), ist ein ehemaliger mexikanischer Fußballspieler auf der Position des Torwarts.

## Leben
Seine ersten fußballerischen Erfahrungen sammelte Cruz Teista bei der Kirchenmannschaft von San José, in der er Messdiener war. Doch nachdem er die Kirche gewechselt hatte, schloss er sich dem Traditionsverein Asociación Deportiva Orizabeña (A.D.O.) an, bei dem er die verschiedenen Nachwuchsbereiche durchlief und den Aufstieg bis in die erste Mannschaft schaffte, die in den Spielzeiten 1967/68 und 1968/69 in der seinerzeit noch drittklassigen Tercera División spielte. Nachdem die A.D.O. sich für immer aus dem Profifußball zurückgezogen und es in der Saison 1969/70 keinen Profifußballverein in Orizaba gab, wechselte Cruz Teista zu den Delfines de Xalapa. Ein Jahr später ging er in seine Heimatstadt zurück und spielte für den Orizaba FC, der zur Saison 1970/71 der Tercera División beitrat. Trainer der Mannschaft war Gonzalo Ibáñez Ortiz, den er bereits aus seiner Zeit bei der A.D.O. kannte. In seiner zweiten Spielzeit in der Tercera División gelang dem Orizaba FC die Meisterschaft und die Rückkehr in die Segunda División, aus der der Verein nach zehnjähriger Zweitligazugehörigkeit am Ende der Saison 1967/68 abgestiegen war. Cruz Teista galt neben Stürmer José Luis „La Zorrita“ Suárez als wichtigste Stütze der Aufstiegsmannschaft.
Für die Saison 1973/74 unterschrieb er einen Vertrag beim Erstligisten Deportivo Toluca, bei dem er erstmals am 2. September 1973 in einem Heimspiel gegen den Club San Luis (2:1) zwischen den Pfosten stand. In der darauffolgenden Saison 1974/75 bestritt er insgesamt 10 Punktspieleinsätze für die „Diablos Rojos“ und gewann mit ihnen die mexikanische Fußballmeisterschaft. Stammtorhüter des Vereins war und blieb jedoch Walter Gassire.
Zur Saison 1977/78 wechselte Cruz Teista zum Puebla FC, mit dem er sich in Abstiegsgefahr befand. Seine Leistung selbst war aber so überzeugend, dass er einer der Kandidaten für das mexikanische Aufgebot bei der Fußball-Weltmeisterschaft 1978 in Argentinien war. Doch nachdem er in einem Spiel gegen Atlético Español mit deren Stürmer Carlos Eloir Peruci zusammengeprallt war und sich an der Schulter verletzt hatte, nahm seine weitere Laufbahn eine andere Richtung. Nicht nur wurde er nicht zur WM 1978 nominiert, sondern er verlor auch seinen Platz im Tor des Puebla FC, nachdem er sich geweigert hatte, sich fit spritzen zu lassen.
Zur folgenden Saison 1978/79 wechselte Cruz Teista zum CF Atlante. Doch in einem am 28. Dezember 1978 ausgetragenen Punktspiel bei Deportivo Guadalajara zog er sich erneut eine Verletzung (diesmal am Meniskus) zu, die ihn außer Gefecht setzte. Daher verpflichtete der Club Atlante den argentinischen Nationaltorhüter Ricardo La Volpe, der der neue Stammwart des Vereins wurde. Cruz Teista entschied sich 1979 im Alter von 28 Jahren aufgrund der Doppelbelastung zwischen seinem Beruf als Fußballspieler und seinem Studium zur Beendigung seiner Profilaufbahn.

## Erfolge
- Mexikanischer Meister: 1974/75
- Meister der Tercera División: 1971/72